# Er is iemand thuis
Er is iemand thuis is het debuutalbum van de Nederlandse cabaretier en kleinkunstenaar Peter van Rooijen uit 2015. Op het album wordt Van Rooijen bijgestaan door onder meer Tjeerd Gerritsen en Steyn de Leeuwe en de zangeressen Yentl Schieman en Christine de Boer (Yentl en de Boer), met wie hij deel uitmaakt van het singer-songwriterscollectief Het Nieuwe Lied.
In 2015 werden de regels ‘Soms dan vlucht ik voor de dood / en soms juist voor het leven’ uit het lied 'Was ik maar thuis gebleven' in de VARAgids verkozen tot enkele van de mooiste regels uit een Nederlandstalig lied.

## Nummers
1. Cecilia - 2:07
2. Juno's Paraplu -3:47
3. Naar Buiten - 3:50
4. Kantoorgebouw - 4:14
5. Herfst In Amsterdam - 3:42
6. Het Enge Kind - 2:54
7. De Mens Is Slecht - 3:55
8. Was Ik Maar Thuis Gebleven - 4:36
9. Kom Je Bij Me? - 3:30
10. Had Ik Maar Een Hond - 1:19
11. Wat Ik Moet Doen / Hallo, Ben Je Thuis? - 10:16